# Tarcisio Giovanni Nazzaro
Tarcisio Giovanni Nazzaro OSB (* 2. Januar 1933 in Aiello del Sabato, Provinz Avellino, Italien; † 20. Oktober 2018) war ein italienischer Ordensgeistlicher und Abt von Montevergine.

## Leben
Tarcisio Giovanni Nazzaro trat der Ordensgemeinschaft der Benediktiner bei, legte am 27. November 1949 die Profess ab und empfing am 12. August 1956 die Priesterweihe. Er wurde am 24. Juni 1998 zum Abt der Territorialabtei Montevergine gewählt und trat von seinem Amt am 15. November 2006 zurück.